# Antonio Abbondanti

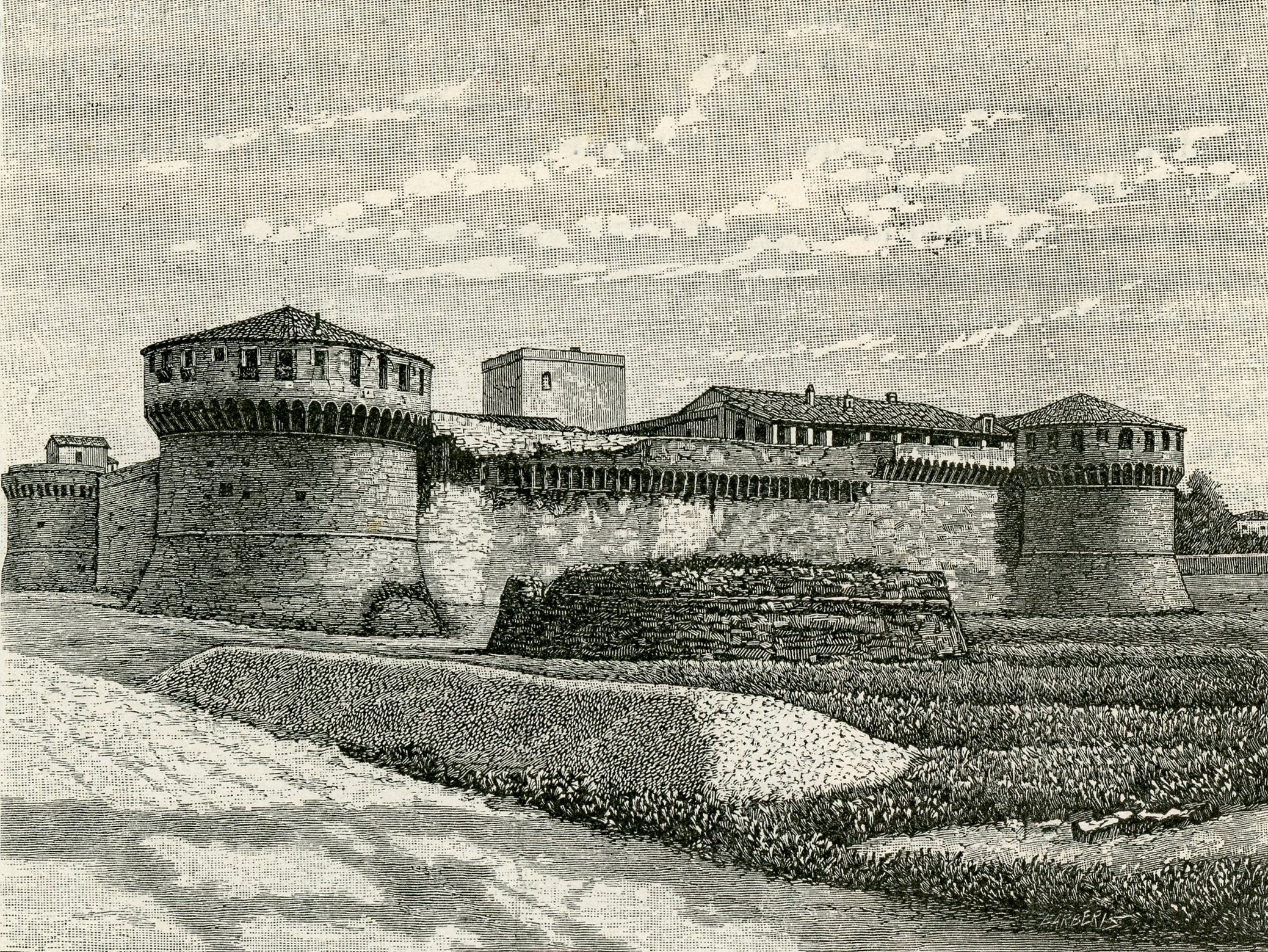
Imola in de Pauselijke Staat. Hier groeide Abbondanti op.

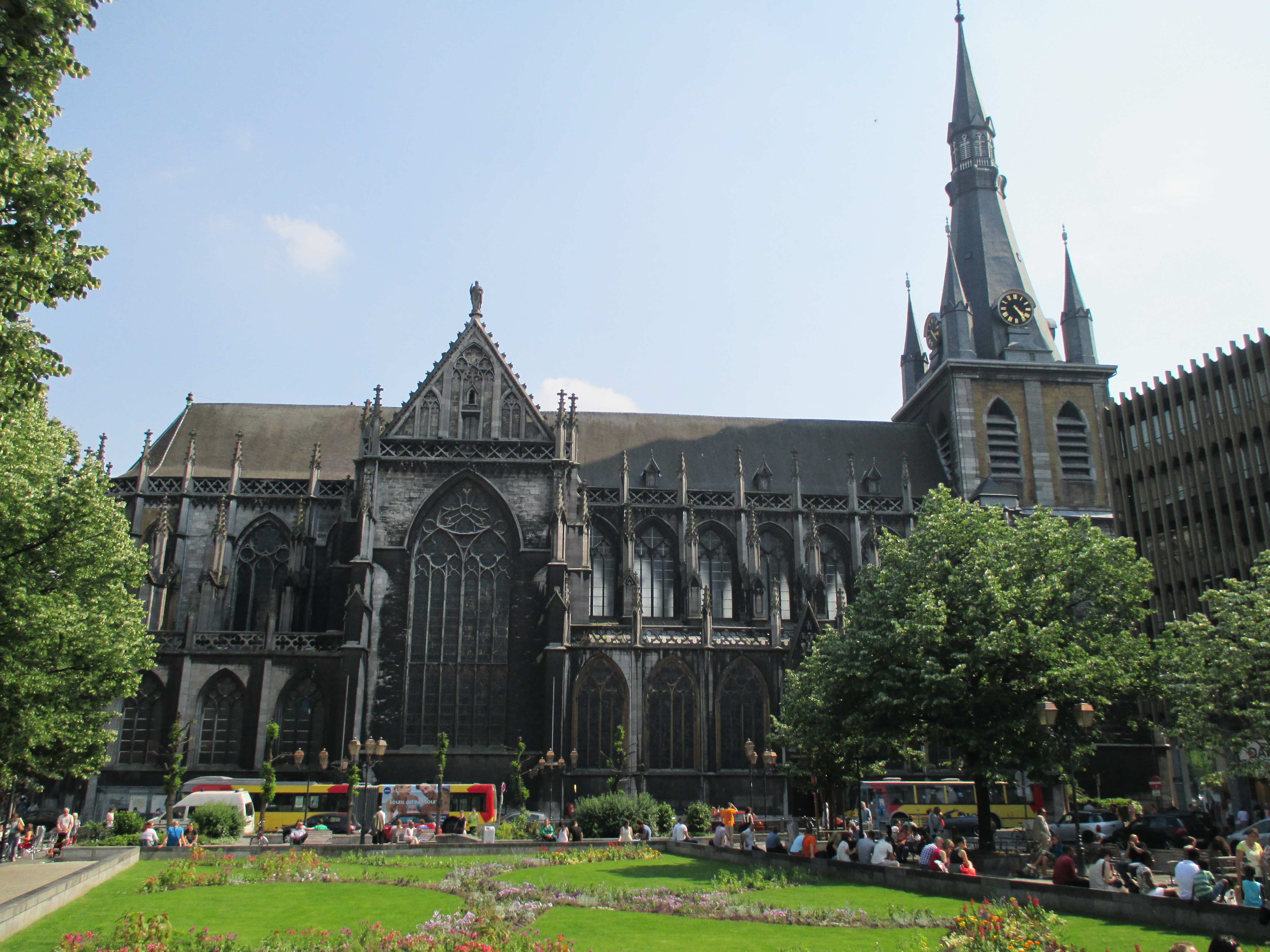
Sint-Pauluskathedraal van Luik, destijds kapittelkerk. Abbondanti was er kanunnik.

Antonio Abbondanti (Imola, tussen 1580 en 1590 – Luik, 17 mei 1653) was een Italiaans priester en, in het laatste jaar van zijn leven, kanunnik in Luik (prinsbisdom Luik). Abbondanti was dichter van burleske en andere gedichten.

## Levensloop
Abbondanti groeide op in Imola, in de Romagna, dat destijds een deel was van de Pauselijke Staat. Een carrière bij de Kartuizers zag hij niet zitten. Als jonge priester werkte hij daarom voor de bisschop van Mantua en, vanaf 1615, werkte hij als secretaris van de prelaat-gouverneur van Fermo, een provincie van de Pauselijke Staat. De prelaat-gouverneur was Pier Luigi Carafa, een Napolitaans geestelijke en edelman. In 1624 kreeg Carafa een dubbele benoeming: bisschop van Tricarico in het koninkrijk Napels en nuntius in Keulen (Heilige Roomse Rijk). Carafa werd in allerijl priester gewijd, zodat hij de bisschopswijding mocht ontvangen. Carafa zag zijn bisdom Tricarico in het zuiden niet, want de diplomatieke post in Keulen moest hij innemen.
Abbondanti vergezelde bisschop Carafa op de reis van Rome naar Keulen (1624). Carafa had het moeilijk om de pauselijke standpunten op te leggen in de Keulse kerkprovincie. Carafa en zijn hofhouding weken uit naar Luik (1625). Daar maakte Abbondanti uitgebreid kennis met het leven in het prinsbisdom. Hij zag mensen met zwarte rook in het gezicht door de steenkoolverwarming, alsook elegante edeldames en vooral veel bier. Hij verwonderde zich over de kolossale bierconsumptie in het prinsbisdom, bij alle lagen van de bevolking.
Abbondanti bleef zijn job uitoefenen van secretaris op de pauselijke nuntiatuur in Keulen. Na Carafa (1634) werkte hij voor nuntius Martino Alfieri en nadien voor nuntius Fabio Chigi, die later paus Alexander VII werd. Het werk in Keulen viel hem uiteindelijk te zwaar door gezondheidsproblemen. In 1652 verliet Abbondanti Keulen. Hij installeerde zich in Luik. Hij was er kanunnik in het kapittel van Sint-Paulus.
Een jaar later stierf hij (1653). Hij werd begraven in de Sint-Pauluskerk. Dertig jaar later werd er een andere kanunnik, Antoine Gal, bij hem in het graf gelegd.

## Werken
Zijn gedichten schreef Abbondanti in het Italiaans. 
- Viaggio di Colonia (uitgegeven in Keulen, 1625). Letterlijk: De reis naar Keulen. Dit gedicht is een van de meest burleske gedichten van de 17e eeuw.[5] Hij schreef het tijdens de Karnavalsoptocht van 1625 in Keulen. Hij stak de draak met de nutteloosheid van de pauselijke missie in Keulen.
- Viaggio di Colonia a Treveri (uitgegeven in Venetië, 1627). Letterlijk: De reis van Keulen naar Trier. In dezelfde trant als het vorige dichtwerk schreef hij verzen over zijn reis van Keulen naar Trier. In het tweede hoofdstuk van dit werk beschreef hij ironiserend het dagelijks leven in het prinsbisdom Luik. Abbondanti kreeg langzaam tegenwind van de kerkelijke censuur. Hij voelde dat het tijd was voor andere soort gedichten.
- Encomio di Napoli, een stuk gepubliceerd in de Gazzette Menipee di Parnaso (Venetië, 1629). Het gaat om lofdichten over personaliteiten in het Heilige Roomse Rijk. De satire, voor zover aanwezig in de rijmen, is alleszins goed weggestopt.
- Elogio del conte di Tilly (uitgegeven in Luik in 1630). Letterlijk: Lofzang over de graaf van Tilly. Dit is een panegyricus over Johan t'Serclaes van Tilly, graaf van Tilly en zegevierend generaal in de Dertigjarige Oorlog die raasde over het Heilige Roomse Rijk.
- La Giuditta, (uitgegeven in Luik in 1630). Deze verzen zijn een ode aan nuntius Carafa, aan kunstenaars uit het prinsbisdom Luik, alsook aan meerdere Luikse dames van “uitzonderlijke schoonheid” of zoals hij schreef di bellezza estrema.
- Rime sacre, morali e varie (uitgegeven in Antwerpen in 1630). Religieuze en moraliserende verzen.

Zijn enig geschiedeniswerk was:
- Breviario delle guerre dei Paesi Bassi (uitgegeven in Keulen, 1641) Dit werk behandelt de Tachtigjarige Oorlog in de Nederlanden. Hij schreef de opstand tegen Spanje vanuit Rooms-katholiek standpunt en vanuit standpunt van het Heilige Roomse rijk. Het werk eindigt met het Twaalfjarig Bestand. Dit Bestand was voor Abbonandti een adempauze voor de Nederlanden en voor de rest van Europa.[6]

## Uitspraak over hem
In een verslag van het Luiks genootschap Vieux-Liège uit 1994 omschreef Albert Maquet hem als een romagnools dichter bij de Eburonen. Hierbij gebruikte hij de naam Eburonen allegorisch voor de mensen in het prinsbisdom Luik.
- Gemeinsame Normdatei: 130048585
- International Standard Name Identifier: 0000 0004 1036 545X
- Nederlandse Thesaurus van Auteursnamen: 128919531
- Istituto Centrale per il Catalogo Unico: TO0V263144
- Système universitaire de documentation: 240923162
- Virtual International Authority File: 42934373
- WorldCat: E39PBJjHjtMgtMT8GQChXkwpyd